# 本線車道
本線車道（ほんせんしゃどう、英: Thru Traffic）とは、日本の交通法規における用語。高速道路（高速自動車国道及び自動車専用道路）で通常走行する車線（本線車線）により構成する車道部分のこと。片側2車線以上ある場合は、走行方向に対して一番右側は追越車線、それ以外の車線は走行車線と呼ばれている。

## 概要

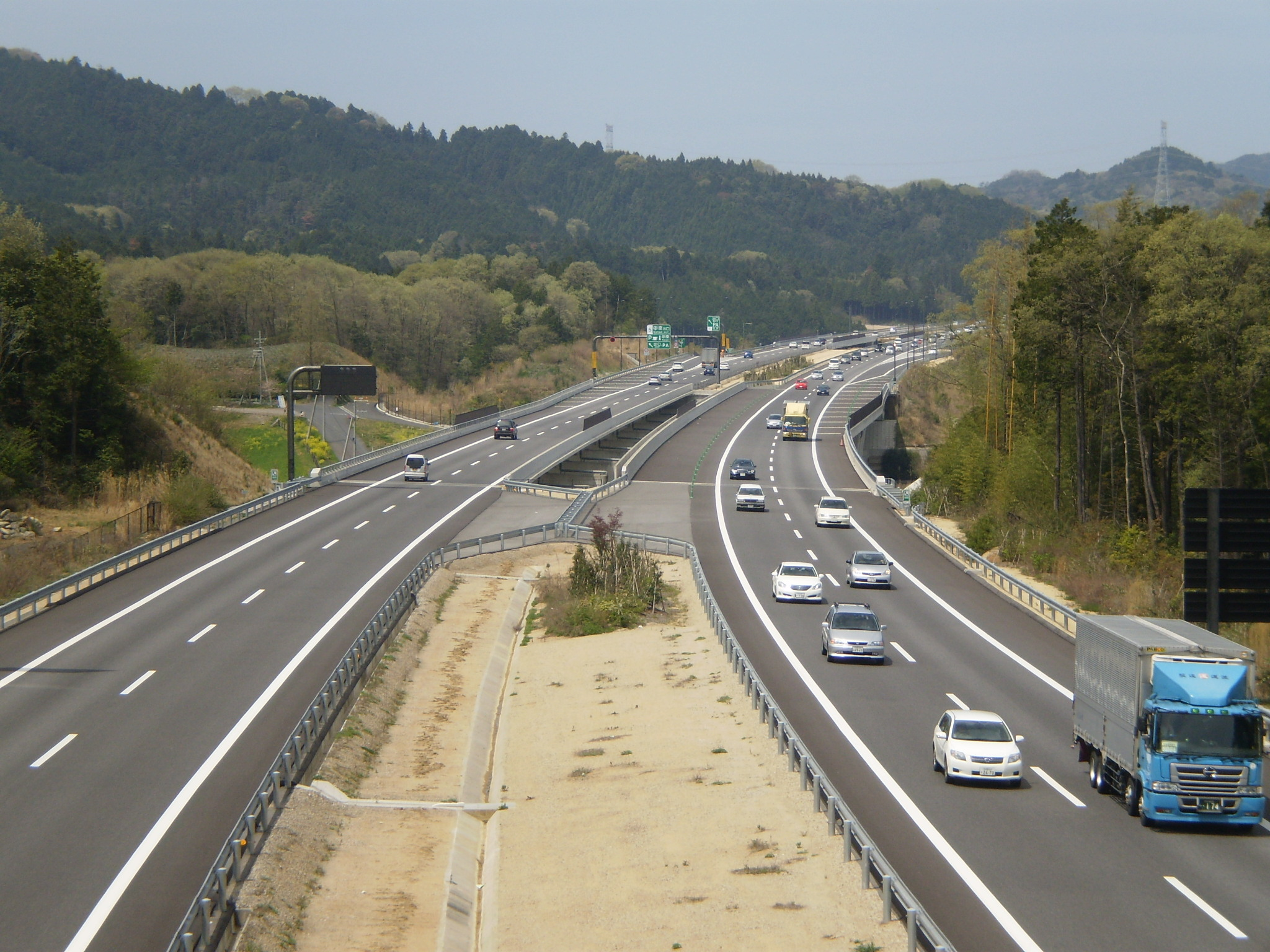
新名神高速道路の本線車道
（外側2車線が走行車線、内側2車線が追越車線）

高速道路上は、本線車道だけでなく全域で駐停車禁止である。本線車道・加速車線・減速車線・登坂車線やその路側帯・路肩等で故障等によりやむを得ず駐停車する場合には、法令に基づき停止表示器材等を設置するとともに、可及的速やかに、本線車道等及びその近傍から故障車両等を移動させなければならない。また、非常点滅灯および発炎筒を直ちに作動させるとともに、速やかに車外に出て安全な場所に避難するべきである（例外含め詳細は高速道路等における駐停車を参照）。
高速道路は通常、道路の構造上往復の方向別に分離されており一方通行であるため逆走は禁止である。また、道路の構造上は往復の方向別に分離されていない暫定2車線など対面通行の車道も本線車道に当たる。本線車道での横断、転回または後退は禁止である。
また、高速自動車国道の本線車道においては政令に定める最高速度として100km/hが、最低速度として50km/hが定められている。この規制は本線車道のみに適用され、それ以外の登坂車線・加速車線・減速車線には適用されない。ランプ部の道路は通常の本線車道と異なり、より低い最高速度の制限となっており、本線車道ではない。また、路側帯・路肩等は車道ではなく本線車道でもない。
また、高速自動車国道の本線車道における最高速度・最低速度の規制は、暫定2車線などの対面通行の本線車道においては通常と異なる。詳細は各項目を参照。
緊急自動車を除く自動車が、他の道路から本線車道に入ろうとする場合には、優先本線車道を通行する自動車の進行妨害をしてはならない（優先本線車道（109の2）の道路標示）。
加速車線がある場合にはそこで十分に加速してから本線車道に入る。また、減速車線がある場合には、そこに入って十分に減速しなければならない。これらの加速・減速車線の政令で定める最高速度は本線車道と同じである。
本線車道から出る場合には、あらかじめその前から出口に接続する車両通行帯を通行しなければならない。特に都市高速の場合は、右側分離の場合も少なからずあるので特に注意が必要である。急な車線変更は重大な結果を招きかねない。